# Chaco nationalpark
Chaco nationalpark (spanska: Parque Nacional Chaco) är en nationalpark i Argentina.   Den ligger i provinsen Chaco, i den nordöstra delen av landet, 900 km norr om huvudstaden Buenos Aires. Chaco nationalpark ligger 74 meter över havet. Arean är 14 981 kvadratkilometer.
Terrängen i Chaco nationalpark är mycket platt. Runt Chaco nationalpark är det mycket glesbefolkat, med 5 invånare per kvadratkilometer.. Närmaste större samhälle är Colonias Unidas, 15,4 km norr om Chaco nationalpark.
I Chaco nationalpark växer huvudsakligen savannskog.